# Americká karpatoruská pravoslavná eparchie
Americká karpatoruská pravoslavná eparchie je jedna z eparchií Konstantinopolského patriarchátu.

## Historie
Na konci 19. a počátku 20. století odešlo mnoho Rusínů na území Ameriky. Značná část z nich se navrátila z řeckokatolické církve k pravoslaví. Jedním z důvodům konverze byly pokusy latinizace řeckokatolických duchovních a církve (např. zákaz ženatého kněžstva).
V červenci 1937 se 37 řeckokatolických farností rozhodlo svolat církevní koncil, aby čelilo latinizaci prováděné římskokatolickou církví. Dne 23. listopadu 1937 církevní koncil v Pittsburghu rozhodl o vytvoření karpatoruské pravoslavné eparchie. Do čela eparchie byl postaven Orest (Čorňak). Roku 1938 přešla eparchie pod jurisdikci Konstantinopolského patriarchátu.

## Seznam biskupů
- 1938–1977 Orest (Čorňak)
- 1977–1984 John (Martin)
- 1985–2011 Nicholas (Smiško)
  - 2011–2012 Dimitrios (Trakatellis) dočasný správce
- od 2012 Gregory (Tatsis)